# 邻硝基苯甲醛
邻硝基苯甲醛是一种有机化合物，化学式为C7H5O3N。

## 制备
邻硝基苯甲醛可以苯甲醛或邻硝基甲苯为原料来制备。例如：

## 用途
邻硝基苯甲醛可用作化工原料、药物中间体等。